# 約克鎮區 (明尼蘇達州菲爾莫爾縣)
約克鎮區（英語：York Township）是位於美國明尼蘇達州菲爾莫爾縣的一個行政鎮區。

## 地方資料
約克鎮區的面積為93.62平方千米，當中陸地面積為93.55平方千米，而水域面積為0.07平方千米。根據2020年美國人口普查的數據，當地共有人口367人，而人口密度為每平方千米3.92人。